# Javad Kazemian
Javad Kazemian, né le 23 avril 1981 à Kachan, est un footballeur internationaliranien. Il joue au poste de milieu de terrain avec l'équipe d'Iran et le club de Ajman.

## Carrière

### En club
- 2000-2002 : Saipa Karaj -  Iran
- 2002-2003 : Al Ahly Dubaï -  Émirats arabes unis
- 2003-2006 : Persepolis FC -  Iran
- 2006-2008 : Al Sha'ab Sharjah -  Émirats arabes unis
- 2008- : Ajman Club -  Émirats arabes unis

### En équipe nationale
Il obtint sa première cape en 2001 contre l'équipe de Chine.
Kazemian participe à la coupe du monde 2006 avec l'équipe d'Iran.

## Palmarès
- 40 sélections en équipe nationale (2 buts)
- Vainqueur des jeux d'Asie en 2002